# District de Cát Hải
Cát Hải est un district rural de Haïphong dans le delta du fleuve Rouge au Viêt Nam. 

## Géographie
La superficie du district est de 345,31 km2. 